# Amegilla fasciata
Amegilla fasciata är en biart som först beskrevs av Fabricius 1775.  Amegilla fasciata ingår i släktet Amegilla och familjen långtungebin. Inga underarter finns listade i Catalogue of Life.